# Aclastus glabriventris
Aclastus glabriventris là một loài tò vò trong họ Ichneumonidae.